# Canal du nerf facial
Le canal du nerf facial (ou canal facial ou aqueduc de Fallope) est un conduit osseux de la partie pétreuse de l'os temporal qui relie le méat acoustique interne au foramen stylo-mastoïdien.

## Structure
Le canal du nerf facial est situé dans la région de l'oreille moyenne. Chez l'humain, il mesure environ 3 cm de long, c'est le plus long canal osseux humain pour un nerf.
Il a une forme de Z avec deux coudes, ce qui lui définit trois segments :
- le segment labyrinthique ;
- le segment tympanique ;
- le segment mastoïdien.

Le segment labyrinthique débute au niveau de la partie antéro-supérieure du fond du méat acoustique interne. Il se dirige latéralement et en avant. Quelques millimètres avant le hiatus du canal du nerf grand pétreux au-dessus de la cochlée, il change d'orientation en formant le genou du canal du nerf facial (ou logette du ganglion géniculé) : petite cavité osseuse qui contient ce ganglion.
Il se poursuit par le segment tympanique dans une direction latérale et postérieure sur une distance d'environ 1 cm. Il forme alors un deuxième coude. Ce segment est étroitement lié aux parois postérieure et médiale de la cavité tympanique. Il est situé au-dessus de la fenêtre du vestibule et au-dessous du canal semi-circulaire latéral.
Il se termine alors par le segment mastoïdien avec une orientation descendante pour se terminer au niveau du foramen stylo-mastoïdien.
La partie la plus étroite est située au début du segment labyrinthique et au milieu du segment tympanique.

### Proéminence du canal facial
La proéminence du canal facial (ou proéminence de l'aqueduc de Fallope ) est un relief osseux située en arrière de la fenêtre du vestibule soulevée par le segment tympanique du canal du nerf facial et à la limite entre la paroi médiale et la paroi postérieure de la cavité tympanique.

## Rôle
Le canal permet le passage du nerf facial qui y pénètre au niveau du méat auditif interne accompagné du nerf intermédiaire. Au niveau du premier coude se trouve le ganglion géniculé où les deux nerfs fusionnent.
L'artère stylo-mastoïdienne accompagne le nerf facial.
Dans sa partie terminale, la corde du tympan nait du nerf facial et l'accompagne jusqu'au canalicule de la corde du tympan.

## Aspect clinique
Le canal facial peut être interrompu chez certaines personnes. Cela peut entraîner la division du nerf facial en 2 ou 3 faisceaux, ou il peut être mal formé ou congénitalement absent d'un côté.

## Historique
Le canal facial a été décrit pour la première fois par Gabriel Fallope.